# Prajin Rungrote
Prajin Rungrote (nascido em 1 de janeiro de 1953) é um ex-ciclista tailandês. Representou sua nação nos Jogos Olímpicos de Verão de 1976.